# Ernemont-la-Villette
Ernemont-la-Villette is een gemeente in het Franse departement Seine-Maritime (regio Normandië) en telt 198 inwoners (2005). De plaats maakt deel uit van het arrondissement Dieppe.

## Geografie
De oppervlakte van Ernemont-la-Villette bedraagt 7,5 km², de bevolkingsdichtheid is 26,4 inwoners per km².
De onderstaande kaart toont de ligging van Ernemont-la-Villette met de belangrijkste infrastructuur en aangrenzende gemeenten.

## Demografie
Onderstaande figuur toont het verloop van het inwonertal (bron: INSEE-tellingen).

1. ↑  Populations de référence 2022.